# Бањаско
Бањаско (итал. Bagnasco) је насеље у Италији у округу Кунео, региону Пијемонт.
Према процени из 2011. у насељу је живело 936 становника. Насеље се налази на надморској висини од 488 м.

## Становништво
Према резултатима пописа становништва 2011. у општини је живело 1.038 становника.
| 1931. | 1936. | 1951. | 1961. | 1971. | 1981. | 1991. | 2001. | 2011. |
| ----- | ----- | ----- | ----- | ----- | ----- | ----- | ----- | ----- |
| 1.967 | 1.933 | 1.782 | 1.481 | 1.287 | 1.193 | 1.043 | 1.012 | 1.038 |